# Hauffenia lucidulus
Hauffenia lucidula е вид сладководно коремоного мекотело от семейство Хидробииди. Видът е стиго- и кренобионт.

## Разпространение
Видът е разпространен в два кладенеца в близост до залива Тауклиман, Южна Добруджа, България. Солеността на водата в кладенците е 1‰. От 1960-те години не е наблюдаван.